# Cetirizin
Cetirizin er et ikke-sløvende antihistamin, der virker længere end andre håndkøbsantihistaminer som acrivastin. Cetirizin er den primære metabolit af antihistaminet og det angstdæmpende hydroxyzin.
Da cetirizin indeholder et stereocenter, findes der to enantiomerer af stoffet. Den aktive R-enantiomer markedsføres i ren form som levocetirizin.

## Produktliste
- Alnok[2]
- Benaday[3]
- Vialerg[4]